# Coll de San Bernardino
San Bernardino (italià: Passo del San Bernardino, alemany: Bernhardinpass, 2.066 metres) és un port de muntanya als Alps Suïssos que connecta les valls dels rius Hinterrhein i Mesolcina (Misox) entre les poblacions de Thusis (cantó de Grisons) i Bellinzona (cantó de Ticino). Localitzat al costat oriental llunyà dels Alps occidentals no s'ha de confondre amb el coll del Gran St. Bernat o amb el coll del Petit St. Bernat a la Savoia i Vall d'Aosta. La part superior del coll constitueix la frontera lingüística italo-alemana i la línia de drenatge entre dels rius Po i Rin.
La ruta fou primer important com a pista de muls al segle xv quan la ruta entre Thusis i Splügen era coneguda com a Via Mala. Una carretera per a vehicles rodats fou oberta el 1770; aquesta carretera fou significativament millorada entre el 1821 i 1823, finançada en part pel Regne de Sardenya delerós de millorar la ruta comercial que connectava Gènova i el Piemont amb els Grisons, fora del control directe d'Àustria.
El trànsit entre el Ticino i Grisons fou molt facilitat el 1967, amb l'obertura del túnel de carretera de San Bernardino. D'ençà el trànsit de vehicles pel coll ha estat molt reduït, beneficiant-ne aquells que tenen temps d'evitar el túnel. La carretera del coll és només oberta l'estiu.

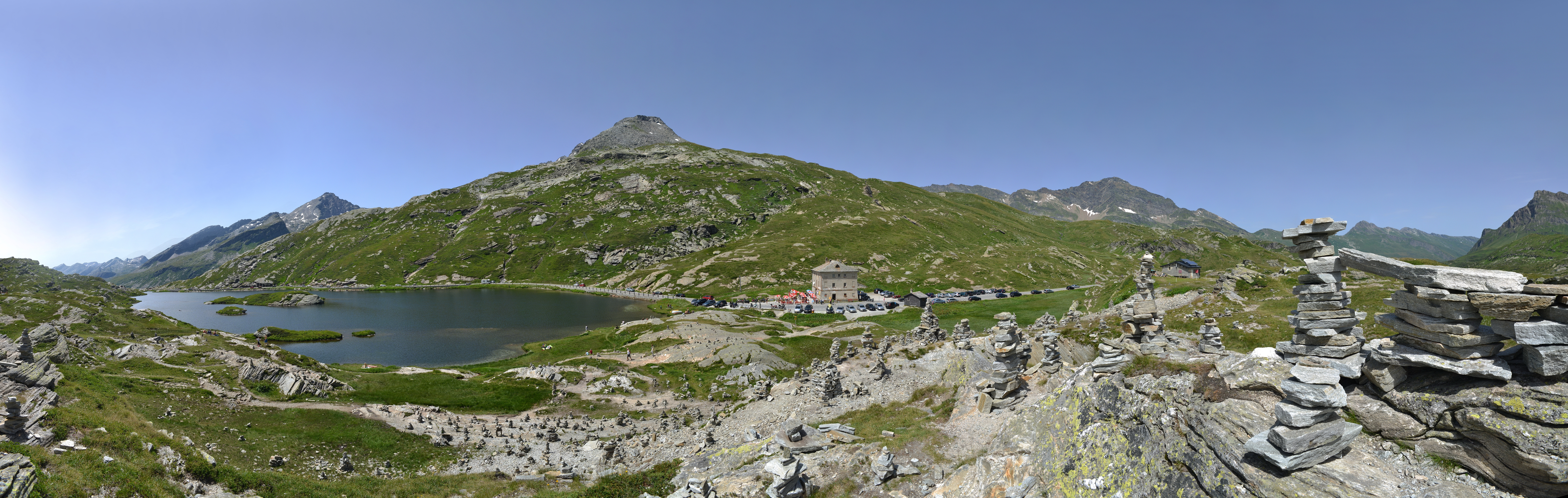
Coll de San Bernardino i Laghetto (petit llac) Moesola